# Casa di William J. Gillett
La casa di William J. Gillett è una storica residenza della città di Syracuse nello stato di New York.

## Storia
La residenza venne eretta nel 1877 quale propria residenza personale dall'architetto William J. Gillett. È iscritta nel registro nazionale dei luoghi storici dal 5 giugno del 1982.

## Descrizione
L'edificio presenta uno stile Secondo Impero, come dimostra la presenza del piano mansardato.